# IFNA21
IFNA21‏ (Interferon alpha 21) هوَ بروتين يُشَفر بواسطة جين IFNA21 في الإنسان.